# Stipa parishii
Stipa parishii là một loài thực vật có hoa trong họ Hòa thảo. Loài này được Vasey miêu tả khoa học đầu tiên năm 1882.